# 久留米・鳥栖テレビ・FM放送所
久留米・鳥栖テレビ・FM放送所（くるめ・とすテレビ・エフエムほうそうじょ）は、福岡県那珂川市と佐賀県鳥栖市にまたがる九千部山に存在するテレビ、ラジオ放送などの送信所である。
この記事では、2013年に「補完局」として設置された“久留米東デジタルテレビジョン中継局”（くるめひがしテレビジョンちゅうけいきょく）についても述べる。

## 概要
福岡県筑後地方及び佐賀県南東部におけるテレビ放送とFM放送の基幹送信所として位置づけられている。地理的事情で、福岡都市圏でもここにアンテナを向けている世帯が多く、九州北部の広範囲の地域に住む世帯が利用する。
鳥栖市の城山による山陰となり、久留米市の一部で韓国からの到来波の影響でNHK福岡が難視聴となる地域が現れた。このため国は2012年5月に、「補完局」として“久留米東デジタルテレビジョン中継放送局”を置局させることで解決する方針を決め、2012年12月NHKに予備免許を交付した。

### 所在地
在福局・NHK
福岡県那珂川市大字五ヶ山字九千部643番地
SAGATV・FM佐賀
佐賀県鳥栖市河内町柚比字頭野国有林3イ林小班

## 沿革
当初は耳納山系に設置することも検討されたが、九千部山に設けた方が筑後の広い範囲をカバーできるとして、最終的に九千部山に決まった。しかし、県境地域に設けられたこともあり、放送エリアのめやすは佐賀県の一部地域にも広がった。その後、佐賀県の放送局もこの九千部山に鳥栖市向け中継局を設置した（NHK佐賀はNHK福岡と共建、STS・FM佐賀は鳥栖市側に共建で設置）。
- 1964年（昭和39年）8月31日 - NHK福岡放送局と福岡のVHF民放3局（社）が、九千部山に久留米中継局を開設。
- 1969年（昭和44年）4月1日 - 福岡放送久留米中継局、福岡局と同時開局。
- 1971年（昭和46年）7月7日 - サガテレビが、九千部山に鳥栖中継局を開設。
- 1991年（平成3年）4月1日 - ティー・エックス・エヌ九州（現在のTVQ九州放送）久留米中継局、福岡局・北九州中継局と同時開局。
- 1993年（平成5年）9月1日 - エフエム九州（現在のCROSS FM）久留米中継局、福岡局など4局と同時開局
- 1997年（平成9年）4月1日 - 九州国際エフエム（2011年1月1日に天神エフエムに承継後、同年7月1日ラブエフエム国際放送に社名変更）福岡局、当地を親局として開局（北九州中継局同時開局）。
- 2000年（平成15年）7月1日 - エフエム佐賀鳥栖中継局開局[注 1]。
- 2005年（平成17年）11月1日 - 鳥栖中継局のアナアナ変換作業開始に伴い、新チャンネル送信開始[4]。
- 2006年（平成18年）
  - 3月29日 - 鳥栖中継局のアナアナ変換作業終了に伴い、旧チャンネル停波[5]。
  - 12月1日 - 久留米局出力3W、佐賀局出力100W（定格）で地上デジタルテレビジョン放送開始。

久留米での放送が遅れたのは、エリア調整により佐賀県での放送開始に合わせたため。
- 2007年（平成19年）1月15日 - 久留米デジタルテレビ局、定格の30Wに増力。
- 2011年（平成23年）7月24日正午（午後0時） アナログテレビ放送が終了。
- 2013年（平成25年）1月25日 - 「補完局」の久留米東デジタルテレビジョン中継放送局開局[6]。
- 2014年（平成26年）
  - 7月17日 - モバキャス鳥栖中継局の予備免許交付[7]。
  - 11月1日 - モバキャス鳥栖中継局開局。
- 2016年（平成28年）
  - 3月28日 - 九州朝日放送とRKB毎日放送がFM補完中継局を開局[8][9]。
  - 6月30日 - モバキャスが放送終了[10]。
- 2020年（令和2年）7月17日 - NBCラジオ佐賀鳥栖FM補完中継局の免許交付[11]。

## 親局と中継局の区分
ここでは、親局と中継局が複雑に入り混じっている。以下に整理する。

### 親局
- NHK佐賀放送局 九千部山デジタルテレビ放送所（NHK佐賀デジタル総合・教育） ※アナログ総合・教育はなし。
- サガテレビ 九千部山デジタルテレビ放送所（デジタル） ※アナログはなし。
- ラブエフエム国際放送 福岡超短波放送局

### 中継局
- NHK福岡放送局 久留米テレビ中継局（NHK福岡デジタル総合・教育、アナログ総合・教育）
- NHK福岡放送局 久留米東テレビ中継局（NHK福岡デジタル総合・教育） ※アナログ総合・教育はなし。
- RKB毎日放送 久留米テレビ中継局（デジタル、アナログ）
- 九州朝日放送 久留米テレビ中継局（デジタル、アナログ）
- テレビ西日本 久留米テレビ中継局（デジタル、アナログ）
- 福岡放送 久留米テレビ中継局（デジタル、アナログ）
- TVQ九州放送 久留米テレビ中継局（デジタル、アナログ）
- NHK佐賀放送局 鳥栖テレビ中継局（NHK佐賀アナログ総合） ※アナログ教育、デジタル総合・教育はなし。
- サガテレビ 鳥栖テレビ中継局（アナログ） ※デジタルはなし。
- NHK福岡放送局 久留米FM中継局
- エフエム福岡 久留米FM中継局
- CROSS FM 久留米FM中継局
- エフエム佐賀 鳥栖FM中継局
- ジャパン・モバイルキャスティング 鳥栖送信所

## デジタルテレビ放送
| ID                                                               | 放送局名                         | 呼出符号                         | チャンネル 番号                  | 空中線 電力                      | ERP                              | 偏波面                           | 放送対象地域                     | 放送区域 内世帯数                | 運用開始日                       |
| 久留米デジタルテレビジョン中継局                                 | 久留米デジタルテレビジョン中継局 | 久留米デジタルテレビジョン中継局 | 久留米デジタルテレビジョン中継局 | 久留米デジタルテレビジョン中継局 | 久留米デジタルテレビジョン中継局 | 久留米デジタルテレビジョン中継局 | 久留米デジタルテレビジョン中継局 | 久留米デジタルテレビジョン中継局 | 久留米デジタルテレビジョン中継局 |
| ---------------------------------------------------------------- | -------------------------------- | -------------------------------- | -------------------------------- | -------------------------------- | -------------------------------- | -------------------------------- | -------------------------------- | -------------------------------- | -------------------------------- |
| 1                                                                | KBC 九州朝日放送                 | -                                | 31ch                             | 30W                              | 300W                             | 水平偏波                         | 福岡県                           | 927,399世帯                      | 2006年 12月1日                   |
| 2                                                                | NHK 福岡教育                     | -                                | 13ch                             | 30W                              | 270W                             | 水平偏波                         | 全国                             | 927,399世帯                      | 2006年 12月1日                   |
| 3                                                                | NHK 福岡総合                     | -                                | 17ch                             | 30W                              | 270W                             | 水平偏波                         | 福岡県                           | 927,399世帯                      | 2006年 12月1日                   |
| 4                                                                | RKB RKB毎日放送                  | -                                | 30ch                             | 30W                              | 300W                             | 水平偏波                         | 福岡県                           | 927,399世帯                      | 2006年 12月1日                   |
| 5                                                                | FBS 福岡放送                     | -                                | 21ch                             | 30W                              | 300W                             | 水平偏波                         | 福岡県                           | 927,399世帯                      | 2006年 12月1日                   |
| 7                                                                | TVQ TVQ九州放送                  | -                                | 26ch                             | 30W                              | 300W                             | 水平偏波                         | 福岡県                           | 927,399世帯                      | 2006年 12月1日                   |
| 8                                                                | TNC テレビ西日本                 | -                                | 29ch                             | 30W                              | 300W                             | 水平偏波                         | 福岡県                           | 927,399世帯                      | 2006年 12月1日                   |
| 久留米東デジタルテレビジョン中継局                               |                                  |                                  |                                  |                                  |                                  |                                  |                                  |                                  |                                  |
| 2                                                                | NHK 福岡教育                     | -                                | 50ch                             | 3W                               | 155W                             | 水平偏波                         | 全国                             | 数千世帯                         | 2013年 1月25日                   |
| 3                                                                | NHK 福岡総合                     | -                                | 46ch                             | 3W                               | 155W                             | 水平偏波                         | 福岡県                           | 数千世帯                         | 2013年 1月25日                   |
| 佐賀デジタルテレビジョン基幹送信所（九千部山テレビジョン放送所） |                                  |                                  |                                  |                                  |                                  |                                  |                                  |                                  |                                  |
| 1                                                                | NHK 佐賀総合                     | JOSP-DTV                         | 33ch                             | 100W                             | 1.75kW                           | 水平偏波                         | 佐賀県                           | 342,121世帯                      | 2006年 12月1日                   |
| 2                                                                | NHK 佐賀教育                     | JOSD-DTV                         | 25ch                             | 100W                             | 1.7kW                            | 水平偏波                         | 全国                             | 342,121世帯                      | 2006年 12月1日                   |
| 3                                                                | STS サガテレビ                   | JOSH-DTV                         | 44ch                             | 100W                             | 1.7kW                            | 水平偏波                         | 佐賀県                           | 342,121世帯                      | 2006年 12月1日                   |

### 備考
- 福岡県域の放送局は全局福岡タワー局の中継局扱い、佐賀県域の放送局は全局親局である。
- 開始当初の空中線電力は福岡県側が3Wで、佐賀県側は10Wの予定だった。放送区域内世帯数は福岡県側が349,874世帯で、佐賀県側が210,086世帯[要出典]。
  - 福岡県側は2007年1月15日に30W（フルパワー）へ増力。

## アナログテレビ放送
| チャンネル 番号                                       | 放送局名                 | 空中線電力 （映像 / 音声） | ERP （映像 / 音声）      | 偏波面                   | 放送対象地域             | 放送区域 内世帯数        | 運用開始日               |
| 久留米テレビジョン中継局                              | 久留米テレビジョン中継局 | 久留米テレビジョン中継局   | 久留米テレビジョン中継局 | 久留米テレビジョン中継局 | 久留米テレビジョン中継局 | 久留米テレビジョン中継局 | 久留米テレビジョン中継局 |
| ----------------------------------------------------- | ------------------------ | -------------------------- | ------------------------ | ------------------------ | ------------------------ | ------------------------ | ------------------------ |
| 14                                                    | TVQ TVQ九州放送          | 300W / 75W                 | 4kW / 1kW                | 水平偏波                 | 福岡県                   | -                        | 1991年 4月1日            |
| 46                                                    | NHK 福岡総合             | 300W / 75W                 | 3.9kW / 970W             | 水平偏波                 | 福岡県                   | -                        | 1964年 8月31日           |
| 48                                                    | RKB RKB毎日放送          | 300W / 75W                 | 4.1kW / 1kW              | 水平偏波                 | 福岡県                   | -                        | 1964年 8月31日           |
| 52                                                    | FBS 福岡放送             | 300W / 75W                 | 4.1kW / 1kW              | 水平偏波                 | 福岡県                   | -                        | 1969年 4月1日            |
| 54                                                    | NHK 福岡教育             | 300W / 75W                 | 3.9kW / 970W             | 水平偏波                 | 全国                     | -                        | 1964年 8月31日           |
| 57                                                    | KBC 九州朝日放送         | 300W / 75W                 | 4.1kW / 1kW              | 水平偏波                 | 福岡県                   | -                        | 1964年 8月31日           |
| 60                                                    | TNC テレビ西日本         | 300W / 75W                 | 4.1kW / 1kW              | 水平偏波                 | 福岡県                   | -                        | 1964年 8月31日           |
| 鳥栖テレビジョン中継局 （数字）はアナアナ変換前のもの |                          |                            |                          |                          |                          |                          |                          |
| 23（28）                                              | STS サガテレビ           | 30W / 7.5W                 | 670W / 165W              | 水平偏波                 | 佐賀県                   | 約46,800世帯             | 1971年 7月7日            |
| 62（26）                                              | NHK 佐賀総合             | 30W / 7.5W                 | 670W / 165W              | 水平偏波                 | 佐賀県                   | 約46,800世帯             | 1971年 6月11日           |

### 備考
- 2011年（平成23年）7月24日をもってすべて廃止された。
- 鳥栖中継局は、福岡タワー局の地デジ開始のために、アナアナ変換が実施された。
- 鳥栖市・基山町などでは、NHKアナログ教育は久留米中継局の放送を視聴していた。なお、デジタル教育は佐賀親局の放送エリア。

## FMラジオ放送
| 周波数 （MHz） | 放送局名         | 呼出符号など            | 空中線 電力 | 実効輻射電力 | 放送対象地域 | 放送区域 内世帯数            | 運用開始日      |
| -------------- | ---------------- | ----------------------- | ----------- | ------------ | --- | ---------------------------- | --------------- |
| 76.1           | LOVE FM 福岡局   | JOFW-FM                 | 1kW         | 1.85kW       | 福岡市を中心として 同一の放送番組を 同時に受信できることが 相当と認められる区域 として総務大臣が別に 定める区域 | 1,323,963世帯                | 1997年 4月1日   |
| 79.7           | エフエム佐賀     | （鳥栖中継局）          | 20W         | 100W         | 佐賀県 | -                            | 2003年 7月1日   |
| 82.1           | FM FUKUOKA       | （久留米中継局）        | 30W         | 140W         | 福岡県 | -                            | 1973年 12月24日 |
| 83.4           | NHK 福岡FM       | （久留米中継局）        | 30W         | 140W         | 福岡県 | -                            | 1970年 11月1日  |
| 86.5           | CROSS FM         | （久留米中継局）        | 30W         | 140W         | 福岡県 | -                            | 1993年 9月1日   |
| 90.2           | KBC 九州朝日放送 | （KBC福岡FM）           | 1kW         | 3kW          | 福岡県 | 1,262,824世帯 （申請による） | 2016年 3月28日  |
| 91.0           | RKB RKB毎日放送  | （RKB福岡FM）           | 1kW         | 3kW          | 福岡県 | 1,262,824世帯 （申請による） | 2016年 3月28日  |
| 92.1           | NBC 長崎放送     | （NBC鳥栖FM補完中継局） | 20W         | 110W         | 長崎県・佐賀県                                                                                                  | -                            | 2020年 8月1日   |

### 備考
- LOVE FMの放送対象地域は放送法令により「外国語放送実施地域」として定められた都市であり[26]、福岡局では福岡市、久留米市、大牟田市及び佐賀市が該当する（いずれも平成の大合併以前の市域に限られる）[27]。

## マルチメディア放送
| 周波数        | 放送局名      | 空中線 電力 | ERP  | 放送区域               | 放送区域 内世帯数 |
| ------------- | ------------- | ----------- | ---- | ---------------------- | ----------------- |
| 214.714286MHz | Jモバ 鳥栖MMH | 7.5kW       | 37kW | 佐賀県、福岡県の各一部 | 約-世帯           |

### 備考
- JモバはNOTTVのサービス終了に伴い2016年（平成28年）6月30日をもって放送終了した[10]。

## 送信所配置等について

### アナログテレビ・FM放送
- NHKは久留米中継局全波と佐賀アナログテレビの鳥栖中継局を同じ場所（那珂川市）から送信。TVQ・CROSS FMとLOVE FMはNHKの設備を間借りしている（TVQの鉄塔は別）。
- RKB・KBCとTNCはアナログは共同建設（那珂川市側）、FBSも後からこの施設を利用。
  - なお、1985年頃に鉄塔、局舎を建て替えている。
- FM FUKUOKAは親会社でもある九州電力の業務用無線基地から送信。
- stsアナログは単独で（鳥栖市内側）、FM佐賀はstsの設備を間借り。
- アナログテレビ放送が終了した2011年7月25日午前0時以降は、NHK-FM・CROSS FM・LOVE FMの共用となった。

### デジタルテレビ放送
- 久留米中継局とNHK佐賀親局は、那珂川市側のNHK鉄塔の旧・アナログテレビ送信アンテナ上部に、デジタルテレビ送信アンテナを全局共同で設置。従って、佐賀県域のテレビ親局が福岡県に設置される形となった。
  - 配置は上部よりNHK佐賀デジタル、NHK福岡・在福民放デジタル。NHK福岡・在福民放は旧・アナログ同様、デジタルも福岡方面にも送信アンテナを設置。
  - 局舎はNHKが久留米・佐賀共同。在福民放は5局共同でRKB・KBC・TNC・FBSの旧・アナログ局舎の北側に建設。
- stsは鳥栖中継局の鉄塔上部にデジタルテレビ送信アンテナを設置。